# Johannes Magirus (Theologe, 1560)
Johannes Magirus (* 20. August 1560 in Stuttgart; † 12. Juni 1626 im Kloster Bebenhausen) war ein deutscher evangelischer Pfarrer und Abt.
Magirus, ein Sohn des württembergischen Theologen Johannes Magirus, wurde in der Klosterschule in Maulbronn ausgebildet und studierte an der Universität Tübingen. Er war Diakon in Herrenberg und Stuttgart, ab 1589 Pfarrer in Backnang. 1598 wurde er Superintendent in Göppingen. Am 24. Juli 1603 hielt er in Salach die erste evangelische Predigt und führte somit die dortige Reformation durch. 1609 wurde er Abt im Kloster Anhausen an der Brenz, 1612 Propst in Denkendorf und schließlich 1619 Abt und Prälat in Bebenhausen, wo er 1626 starb.
Neben Leichenpredigten veröffentlichte Magirus 1592 eine kontroverstheologische Schrift gegen den Calvinisten Georg Hanfeld.